# Scapteriscus parvipennis
Scapteriscus parvipennis är en insektsart som först beskrevs av Jean Guillaume Audinet Serville 1838.  Scapteriscus parvipennis ingår i släktet Scapteriscus och familjen mullvadssyrsor. Inga underarter finns listade i Catalogue of Life.